# Metroid: Zero Mission
Vous lisez un « bon article » labellisé en 2018.  Il fait partie d'un « bon thème ».
Metroid: Zero Mission (ou simplement Zero Mission) est un jeu d'action-aventure en deux dimensions à défilement latéral développé par Nintendo R&D1 et édité par Nintendo sur Game Boy Advance en 2004. C'est un remake du premier jeu de la série sorti en 1986 simplement intitulé Metroid, qui a pour but de remanier cet opus en intégrant un gameplay similaire à celui de Super Metroid.
Comme dans la plupart des autres jeux de la série, le joueur contrôle la protagoniste nommé Samus Aran, une chasseuse de primes qui explore la planète Zèbes pour éliminer les Pirates de l'espace, qui réalisent des expérimentations sur les métroïdes dans le but de les dupliquer et utiliser leur puissance à leur propres fins. Le gameplay privilégie l'exploration et la recherche de power-ups, qui permettent de débloquer des zones précédemment inaccessibles, ouvrant d'autres espaces à explorer, et ainsi d'avancer dans le jeu. Ce remake propose de nombreux éléments nouveaux comme des objets, des zones inédites, des mini-boss, plusieurs  niveaux de difficulté, et un scénario remanié qui permet d'explorer le passé de Samus.
L'accueil  du jeu Zero Mission est très positif lors de sa sortie. Les critiques apprécient les apports, mais opposent la durée de vie du jeu assez courte. Il s'écoule en 2016 à plus de 440 000 copies aux États-Unis, 200 000 unités en Europe et 83 000 unités au Japon. Le jeu est par la suite réédité sur la console virtuelle de la Wii U à partir de 2014.

## Trame

### Univers
Metroid: Zero Mission se déroule sur la planète Zèbes, plus précisément dans les profondeurs de ce monde souterrain s'apparentant à un labyrinthe. L'atmosphère y est angoissante et procure un sentiment d'isolation,. Zèbes intègre les trois zones principales du premier opus offrant chacune leur propre écosystème, faune et flore, Brinstar, Norfair (zone dominée par le feu) et Tourian,. Les visuels sont variés, composés de paysages organiques, rocheux ou sur le thème de la technologie. Crateria est accessible, alors que cette zone à surface de la planète Zèbes n'est présente que dans Super Metroid. La fin de l'aventure permet à Samus d'atteindre Chozodia, une nouvelle zone, en réalité les vestiges des temples Chozos de son enfance. Sur la planète Zèbes, la flore est maintenant plus nombreuse et la faune a plus de personnalité que dans l'épisode original.

### Contexte et scénario
En 2003 du calendrier cosmique, la Fédération galactique est créée pour regrouper et encadrer les échanges entre toutes les planètes de la galaxie. Si la Fédération a pu prospérer, elle a aussi vu apparaitre les Pirates de l'espace qui attaquent régulièrement les vaisseaux interstellaires.
En l'an 20X5, les pirates de l'espace attaquent un vaisseau de la Fédération transportant seize échantillons de la créature appelée  métroïde. Ces créatures se jettent sur leurs proies pour leur énergie vitale et les tuent. Les Pirates de l'espace prévoient de les dupliquer en les exposant à des rayons bêta et de les utiliser comme une arme biologique, dans le but de détruire toutes les personnes vivantes qui s'opposent à eux. La Fédération galactique localise les Pirates de l'espace sur la planète Zèbes, et lance une attaque pour les éradiquer de cette base souterraine et reprendre les métroïdes. Cependant, les Pirates résistent, obligeant la Fédération à battre en retraite. Elle décide alors d'envoyer la chasseuse de primes Samus Aran, pour mettre fin à ces agissements et détruire Mother Brain, qui contrôle les Pirates, la forteresse et ses défenses.
Samus arrive sur la planète, explore les environs, et s'infiltre dans ses souterrains, où elle rencontre Kraid et Ridley qu'elle réussit à éliminer. Samus parvient à atteindre Mother Brain qu'elle combat et vainc. Cependant, alors qu'elle quitte la planète dans son vaisseau spatial, elle est attaquée par les Pirates de l'espace, qui provoquent son crash sur la planète Zèbes à proximité de leur vaisseau-mère. Samus l'explore et combat Mecha Ridley, une version mécanisée de Ridley. Après sa victoire, elle s'enfuit grâce à une navette des Pirates, alors que le vaisseau-mère provoque son auto-destruction,,.
Le jeu intègre de nombreuses cinématiques amenant çà et là des explications sur l'enfance de Samus, ou permettant d'introduire certains évènements surgissant durant la partie,.
Zero Mission propose huit fins différentes que le joueur peut obtenir en fonction du niveau de difficulté choisi, du pourcentage global obtenu en fin de partie et du temps mis pour terminer le jeu.

## Système de jeu

### Retour au concept original
Metroid: Zero Mission est un jeu d'action-aventure en deux dimensions à défilement latéral,. Ce remake du premier opus de la série intitulé Metroid reprend le gameplay et partage logiquement de nombreux éléments avec son modèle. Le jeu est basé sur le concept de base de la série Metroid, le déblocage progressif des armes, des équipements et des zones. Le joueur contrôle la protagoniste Samus Aran qui explore la planète souterraine Zèbes, un univers très étendu composé de plusieurs zones interconnectées par des portes et des ascenseurs, à la recherche des Pirates de l'espace pour les éliminer. Durant la partie, le joueur récolte des power-ups qui permettent à Samus d'améliorer son armement, lui permettant d'accéder à de nouvelles zones qui elles aussi permettent de trouver d'autres objets et d'explorer plus profondément dans la planète,. Le découpage du jeu par objectif, le level design offrant toutes les zones par un accès unique et la linéarité de Metroid: Fusion, le précédent jeu en deux dimensions sorti dans la série (2002), laissent place à un jeu au gameplay Metroid classique dans lequel toutes les zones sont imbriquées et interconnectées entre elles, dans lesquelles le joueur peut se déplacer en toute liberté. Le jeu est donc centré sur l'exploration et la découverte d'objets obligeant souvent à revenir sur ses pas, et mêle également phases de jeu de plates-formes et de shoot 'em up, imposant classiquement à Samus de courir, sauter et tirer,. Comme à l'accoutumée, de nombreux objets ou raccourcis sont cachés dans les parois et le joueur doit résoudre des énigmes pour trouver son chemin ou des équipements. Le joueur peut obtenir des items pour améliorer ses armes, augmenter ses munitions ou son énergie, et les recharger avec les orbes que laissent les ennemis après leur mort,,.
Le jeu n'est cependant pas une reprise niveau par niveau du premier opus, mais une réécriture du jeu, donnant naissance à une nouvelle aventure. La plupart des objets reprennent cependant le placement exact, identique à celui dans l'original. Les visuels et l'atmosphère sont identiques à ceux de Super Metroid.

### Nouveautés et équipements
Outre les objets, armes et équipements repris de l'épisode original comme le rayon normal, long, à vague ou de glace et les missiles, l'attaque en vrille, le mega saut et le saut spatial, et la boule morphing, Samus peut obtenir la poigne de fer qui permet de s'agripper aux corniches, l'accélérateur permettant de se déplacer à une vitesse supersonique et détruire des obstacles, ou le costume de gravité qui lui permet de se déplacer sans ralentissement dans tous les environnements,,,.
De nombreux objets sont identiques à ceux du premier épisode. Toutefois, le jeu propose de nouveaux objets, de nouveaux mini-bosss, ainsi qu'une nouvelle zone appelée Chozodia. Durant la partie, le joueur peut sauvegarder son avancement grâce à des salles de sauvegarde. Samus peut maintenant tirer en diagonale ou s'accroupir. Un nouveau système de canon à boule morphing permet de projeter Samus alors qu'elle est repliée en boule. Ce système lui permet d'être projetée et traverser l'écran ou atteindre des zones inaccessibles,. Un système de carte affiche les plans et lieux et l'endroit où elle doit se rendre. Le jeu permet au joueur de choisir le niveau de difficulté en début de partie, parmi les trois proposant uniquement des variations concernant les dégâts infligés par les ennemis. Un mode de jeu difficile est débloqué, quand le jeu est terminé au moins une fois. Ce mode intègre des variations au niveau de la puissance des attaques et des dégâts, l'énergie récupérée ou du nombre de points de sauvegarde, parmi d'autres paramètres. Le jeu propose de nombreuses cinématiques introduisant un contexte historique lié à Samus, qui n'est pas présent dans l'épisode original. Le combat contre Mother Brain correspond à la fin du jeu original, mais de nouveaux niveaux après celui-ci ont été introduits. Une séquence jouable en fin de partie oblige Samus à combattre sans son costume de puissance. Dans ce passage, elle est plus vulnérable aux attaques et doit ramper dans des conduits étroits sans pouvoir utiliser la boule morphing. Elle utilise également une arme de poing, seule arme en sa possession, qui étourdit brièvement ses ennemis. Cette phase s'apparente à du jeu d'infiltration. Le jeu intègre un mode de jeu appelé contre-la-montre (Time trial),.
Le jeu bénéficie d'une option permettant de choisir l'option casque afin de jouer les effets de la bande-son distinctement sur chaque oreille. Terminer le jeu débloque une version émulée du jeu original Metroid. Le joueur peut également relier Zero Mission avec le jeu Metroid: Fusion grâce à un câble, afin de débloquer une galerie de photos de Metroid: Fusion.

## Développement

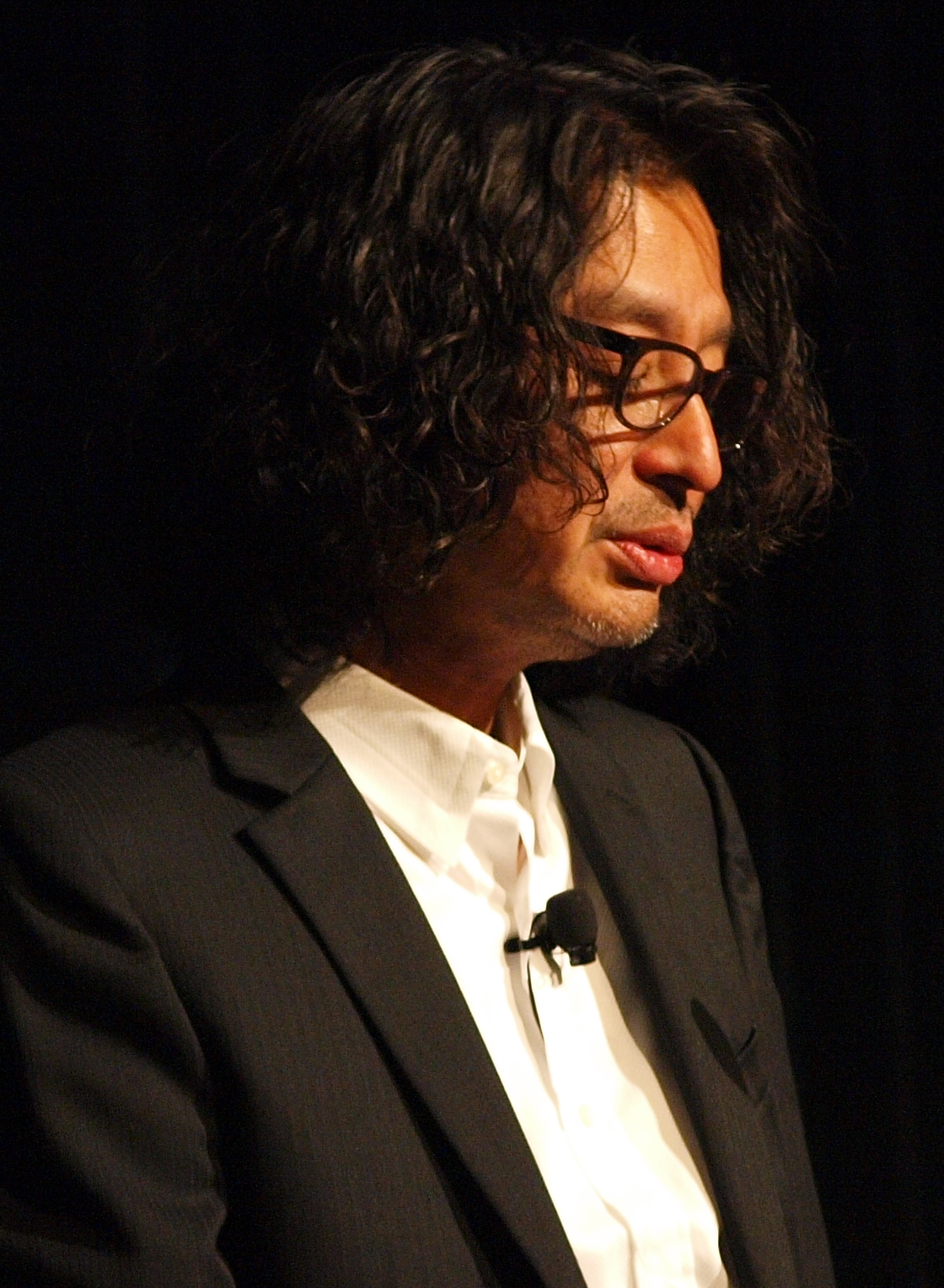
Yoshio Sakamoto, personne clef de l'histoire de Metroid, officie en tant que réalisateur du jeu.

### Genèse et choix duremake
Metroid: Zero Mission est développé par la division Nintendo R&D1. C'est le dernier jeu développé par cette division avant sa dissolution à la suite de la restructuration de Nintendo. Il est réalisé par Yoshio Sakamoto, le développeur historique de la série, qui a participé à quasiment tous les épisodes (sauf Metroid II),,. C'est le seul membre de l'équipe à avoir travaillé sur Metroid, le premier épisode, qui sert de modèle. Zero Mission est pour la première fois révélé lors de l'E3 de 2003. L'équipe qui a travaillé sur Fusion, le précédent opus sorti deux ans auparavant sur la même plate-forme, est reconduite quasiment dans son intégralité. Le développement se déroule sans heurt, sans pression et sans contrainte de temps. Aucun problème n'est venu ralentir ou compliquer la production. L'équipe intègre 50 % des concepts et des idées projetés au départ, un ratio élevé, qui est d'habitude inférieur.
Le projet débute en 2002, juste après la parution de Fusion. Lorsque l'équipe planche sur le concept du prochain jeu Metroid, un des membres suggère de réaliser sur Game Boy Advance un remake de Super Metroid. Ceci a tout son sens puisque la Game Boy Advance et la Super Nintendo, sur lequel est sorti ce dernier, partagent une architecture similaire. Cependant, Sakamoto décide de plutôt de refaire le premier opus de la série principale. L'équipe de développement décide ainsi de revenir aux sources en se basant sur l'épisode original. Sakamoto constate que de nombreux joueurs ont découvert la franchise grâce à Fusion dont le gameplay est radicalement différent des précédents jeux de la série. Il veut donc « montrer à ceux qui n'ont jamais joué à un jeu Metroid avant ce jeu les racines de la franchise, c'est-à-dire Metroid, et le gameplay qu'il a fait naître et en même temps, raconter l'histoire de la mission originelle de Samus ».

« Je voulais donner un aperçu de ce qu'était un jeu Metroid traditionnel — c'est-à-dire de l'action avec un haut degré de liberté. »

— Yohsio Sakamoto.
L'une des plus grandes difficultés auxquelles les développeurs ont dû faire face est d'ajouter assez d'éléments nouveaux pour donner l'impression d'un nouveau jeu, tout en gardant l'esprit du jeu original. L'équipe veut cependant créer un jeu avec un aspect de « fraicheur et de nouveauté », tout en conservant des éléments issus du premier opus qui procureraient au joueur le sentiment de le retrouver. Selon des déclarations de Sakamoto auprès du site Gamekult, certains passages du jeu auraient été inspirés par Metroid Prime.

### Game design
Le jeu bénéficie d'une version améliorée du moteur de jeu de Metroid: Fusion, évitant ainsi à l'équipe de partir de zéro. Certaines parties du moteur ont été reconstruites et adaptées pour Zero Mission. L'équipe reconduite de Fusion connait parfaitement techniquement le moteur et peut se permettre de supprimer des parties entières pour les remplacer par de « meilleures ». Bien qu'une partie du travail soit déjà effectuée, ces tâches n'ont pas été simples et ont pris beaucoup de temps. Au départ, l'équipe veut reproduire fidèlement les graphismes du jeu original, mais abandonne rapidement l'idée. Le sprite de Samus aurait été trop petit et l'animation trop saccadée, d'autant plus que Nintendo of America intervient pour faire évoluer ces graphismes, dans le but de les faire davantage ressembler à des comics américains. NoA a toute la légitimité pour imposer sa vision, puisque c'est en Occident que la série se vend le mieux. Si dans Fusion les développeurs ont pu introduire toutes les couleurs qu'ils désirent, ils les limitent dans Zero Mission, sans pour autant rendre les décors trop sombres. Les développeurs ont cherché à préserver l'ambiance sérieuse et l'univers un peu sombre de la série, dénotant des franchises habituelles de Nintendo, en s'assurant que les visuels ne viennent pas perturber l'ambiance caractéristique. Sakamoto rappelle que Samus ne devient une femme qu'au milieu du développement du premier opus, et que pour Zero Mission, l'équipe a essayé d'exprimer sa féminité, sans la transformer intentionnellement en objet sexuel. Samus est rendue plus rapide et plus agile que dans Fusion.
Les développeurs rappellent que si le concept de base de Metroid a peu évolué, c'est parce qu'il répond aux attentes des joueurs, notamment en matière de rejouabilité. Lors d'une interview, l'un des membres de l'équipe évoque un taux de 50 à 60 % d'obtention des objets si le joueur cherche à les collecter tous et l'obligation de rejouer pour atteindre les 100 %. Il rappelle aussi la possibilité de jouer sous forme de speedrun, favorisé par l'implémentation d'un chronomètre, de l'affichage du taux d'items, offrant une bonne part de rejouabilité. La carte de Zero Mission est donc pensée pour permettre le speedrun. De nombreux passages secrets, de murs destructibles et l'usage de techniques particulières ont été mis en place pour permettre des raccourcis. Dans Fusion, le joueur doit suivre les instructions pour avancer, mais pour ce jeu, l'équipe veut par cet aspect produire un sentiment de liberté total et permettre au joueur d'atteindre certaines zones sans même avoir l'équipement adéquat. Les déplacements sont donc beaucoup plus libres que dans Fusion, l'équipe veille donc à équilibrer les niveaux, afin qu'à aucun moment le joueur puisse être bloqué. Un autre apport au gameplay de base est l'introduction de phases de jeu d'infiltration, autorisant seulement Samus à fuir ou se cacher.

### Contexte et scénario
L'histoire de Zero Mission est écrite pour permettre de présenter plus de contexte scénaristique que dans le jeu original. Le jeu reprend l'intégralité de l'intrigue du premier opus, mais introduit de nouvelles cinématiques ayant pour but de mettre en avant l'histoire. Sakamoto estime cependant particulièrement difficile de transmettre l'intrigue de façon compréhensible pour le joueur, en raison de l'utilisation minimaliste des dialogues dans la série. Les cinématiques sont utilisées pour montrer les souvenirs de Samus, qui font avancer l'histoire, et garder des possibilités d'interprétation de l'intrigue. Selon Sakamoto, le but visé a été de faire évoluer l'histoire de base, tout en apportant un certain mystère. Si l'intrigue abandonne la transmission de l'histoire par le texte uniquement, les cinématiques amènent çà et là des explications sur l'enfance de Samus, ou permettent de mieux introduire certains évènements surgissant durant la partie,.
Sakamoto juge important de proposer une histoire complémentaire dans Zero Mission. Cette partie finale supplémentaire est décidée très tôt dans le processus de développement. Cependant, la décision d'ôter son costume de puissance à Samus est introduite à la fin du développement. La volonté est d'apporter du changement et briser les habitudes des joueurs. Sakamoto compare cette partie du scénario à un film d'horreur dans lequel le protagoniste est vulnérable face à sa proie, alors que juste avant, Samus est au paroxysme de sa puissance, mais perd toutes ses compétences. Il veut alors donner l'impression d'une situation « réelle et angoissante », et provoquer « une sorte de défi » pour le joueur.

### Connectivité
Si Fusion offre une connectivité avec Metroid Prime sur GameCube, Zero Mission n'offre pas une telle fonctionnalité. Sakamoto explique que les développeurs désiraient mettre en place une connectivité avec le jeu Metroid Prime 2: Echoes également sur GameCube. L'éloignement des dates de sortie de chacun des jeux et le manque de temps ont empêché de développer la fonctionnalité. Cependant, l'équipe introduit la possibilité d'une connexion entre Fusion et Zero Mission.

## Bande-son
La bande-son de Zero Mission est composée par Kenji Yamamoto et Minako Hamano. Certaines pistes de la bande-son originale sont reprises et mises à jour par le duo et quelques titres sont créés,.

## Commercialisation
Metroid: Zero Mission sort sur Game Boy Advance le 9 février 2004 en Amérique du Nord, le 8 avril 2004 en Europe, et le 27 mai 2004 au Japon. Le jeu est réédité sur la console virtuelle de la Wii U le 19 juin 2014 au Japon, le 12 mars 2015 en Europe, et le 14 janvier 2016 en Amérique du Nord.
En 2004, Nintendo permet aux membres du club Nintendo de personnaliser leur Game Boy Advance SP à l'effigie de Samus, en envoyant la console auprès de Nintendo pour que l'entreprise nippone la modifie. Les joueurs figurant parmi les quatre-vingt meilleurs temps à l'épreuve contre-la-montre de Zero Mission peuvent aussi obtenir cette version de la console.

## Accueil

### Critiques de la version originale
Metroid: Zero Mission est assez discrètement dévoilé lors du salon de l'E3 en 2003 et ne suscite pas véritablement l'enthousiasme des observateurs sceptiques, doutant de l'intérêt de produire un nouveau remake — Il faut savoir que Nintendo a usé d'une politique très axée sur la réédition d'anciens jeux sur la plate-forme Game Boy Advance et a ainsi produit de nombreux remakes. Pourtant, l'accueil  par la presse spécialisée est très positif lors de sa sortie. Les critiques apprécient les apports, mais opposent unanimement la durée de vie du jeu assez courte et le jeu obtient de bonnes notes. En février 2018, il obtient une moyenne de notes de 90,19 % sur GameRankings avec 51 critiques et 89 % sur Metacritic avec 50 critiques.
Pour PCMag, les contrôles sont intuitifs et ne nuisent pas à l'exploration, la résolution des énigmes et aux combats. Computer and Video Games note avec intérêt la baisse de la difficulté de jeu, rendant le gameplay moins frustrant que celui de Metroid: Fusion, mais qui produit toutefois un jeu trop simple et trop rapide à terminer. GamePro juge compliquées certaines combinaisons de boutons, mais l'ensemble de la configuration tout de même bien réalisée. GameSpy estime que les quelques ajouts au gameplay, comme la poigne de fer, participent à l'amélioration de l'expérience de jeu. GamesRadar+ rappelle certaines similitudes avec l'original, mais précise que les énigmes et les défis sont bien inédits. GameSpy indique que le concept de cacher des objets ou des raccourcis dans des éléments de décors bien particuliers sans aucune possibilité pour le joueur de les deviner est toujours aussi frustrant. GameSpot remarque la présence de la carte et l'indication des lieux des objectifs, fonctionnalités absentes du gameplay d'origine.
Les visuels sont plébiscités par l'entièreté des observateurs,.  GamePro les juge à la hauteur de ceux de Fusion. NGC Magazine les estime plus variés que dans le jeu original, ce que confirme  GamesRadar+. Pour ce dernier, cela facilite la mémorisation de la carte. La presse apprécie l'ambiance typique des jeux Metroid renforcée par les musiques,,. Pour Joypad, les musiques sont un peu moins marquantes que celles de l'original. GamePro note l'inclusion de nombreuses pistes issues de l'épisode original.
NGC Magazine considère que l'apport principal du jeu est la partie finale quand Samus n'a plus son costume de puissance, après son combat contre Mother Brain,. Le déblocage de la version originale du jeu est aussi une fonctionnalité appréciée,,,. Le mode difficile déblocable en fin de partie retient également l'attention de GameSpy ou IGN,.
Si la totalité des médias relève une durée de vie bien trop courte,,,, 5 à 6 heures en moyenne, quelques-uns opposent le contenu novateur et les ajouts « subtils »,. Une poignée d'autres tempèrent cette position en rappelant que finir le jeu à 100 % rallonge la durée de vie du jeu,,.
Metroid: Zero Mission est très souvent comparé à Super Metroid et Metroid: Fusion,,,. La presse fait unanimement part de son plaisir à retrouver l'épisode original dans un gameplay préservé et relève un bon jeu, de qualité,,,, parfois qualifié d'« incontournable », ou d'expérience « inoubliable ». Jeuxvideo.com évoque un « hommage à la série », alors que GameSpot estime qui l'aurait été parfaitement s'il était sorti à la date anniversaire des vingt ans de la série (2006).

### Critiques de la version dématérialisée
La version dématérialisée de Metroid: Zero Mission sortie sur Wii U à partir de la fin 2014 est bien accueillie par la presse spécialisée,.  Nintendo Life relève également un jeu court, mais avec une formule affinée la rendant « accessible aux débutants tout en conservant de la profondeur dans l'exploration et l'action, convaincante » pour les joueurs chevronnés. Pour le site, c'est « un ajout extrêmement bienvenu sur la console virtuelle ». USGamer, qui rédige un article sur le jeu, axé sur l'aspect speedrun, évoque un « bijou sous-estimé ». Le site considère que Nintendo a su prendre en compte la demande des fans en la matière et inclure cette méthode de jeu, bien avant la concurrence. De cet aspect, il estime que « cela montre à quel point [le jeu] était complet ». USGamer précise tout de même que Zero Mission n'a pas à ce moment-là (janvier) réussi à détrôner Super Metroid de sa place de numéro un en matière de speedrun dans la série.

### Ventes
À l'instar des autres jeux de la série, Zero Mission se vend mieux en Occident qu'au Japon.  Il se place en tête des meilleures ventes de jeux Game Boy Advance aux États-Unis lors de son lancement début février 2004, avec 151 807 exemplaires écoulés, et 3e meilleure vente de jeu toutes plates-formes confondues ce mois-là. En mai 2004, le jeu rétrograde à la 7e place des ventes de jeux GBA avec 31 619 jeux vendus pour 938 681 dollars de recette. Finalement, le jeu se vend à 440 000 exemplaires en 2016. En Europe, le jeu totalise près de 200 000 ventes en 2016. En février 2005, le jeu se vend à 69 000 au Japon. L'archipel voit au total 83 000 copies du jeu s'écouler en 2016.

## Postérité

### Importance dans la série
La sortie de Zero Mission marque la première fois que deux jeux dans la série Metroid sont publiés sur la même plate-forme. C'est le premier jeu de la série à permettre au joueur de choisir le niveau de difficulté en début de partie, parmi les trois proposant uniquement des variations concernant les dégâts infligés par les ennemis. Zero Mission est le premier jeu de la série Metroid à intégrer une séquence jouable dans laquelle Samus ne porte pas son costume de puissance,.
À l'époque de la sortie du jeu en 2004, Sakamoto déclare qu'il n'y a pas vraiment d'autres remakes d'un jeu Metroid prévu. Il rajoute que cette perspective dépend avant tout des attentes de fans pour la réinterprétation d'un des titres de la série. Justement en 2017, en raison de la demande forte des joueurs et de son désir de voir un nouveau jeu Metroid en deux dimensions, Sakamoto et Nintendo, en collaboration avec le studio externe MercurySteam, réalisent un remake d'un autre jeu de la franchise, Metroid II, intitulé Metroid: Samus Returns, qui sort sur Nintendo 3DS,.

### Distinctions
Metroid: Zero Mission est nommé dans la catégorie jeu portable de l'année lors de la cérémonie annuelle des Golden Joystick Awards, mais ne l'obtient pas. Le jeu est également désigné 46e meilleur jeu toutes plates-formes Nintendo confondues dans le top 200 de Nintendo Power en février 2006. Dans leur magazine de mars 2010, le jeu est désigné 8e meilleur jeu sur une plate-forme de jeu Nintendo durant les années 2000. IGN le désigne jeu Game Boy Advance du mois en février 2004, meilleur jeu d’aventure sur la portable en 2004 et 9e meilleur jeu GBA de tous les temps. Electronic Gaming Monthly le désigne meilleur jeu portable de l'année 2004. En 2006, GamesTM place Zero Mission dans sa liste de jeux Game Boy Advance essentiels. Official Nintendo Magazine lui attribue le 94e rang de son classement des meilleurs jeux Nintendo en 2009. Nintendo Power lui octroie le titre de meilleur jeu Game Boy Advance de tous les temps en août 2011. À l'occasion de la sortie du jeu Metroid: Samus Returns le 15 septembre 2017, Pixel - Le Monde.fr réalise un classement des meilleurs jeux de la série Metroid, dans lequel Zero Mission est désigné meilleur jeu. En avril 2018, Jeuxvideo.com le classe 4e de son top 10 des meilleurs jeux Game Boy Advance.

### Citation du jeu
1. ↑  Nintendo R&D1. Metroid: Zero Mission (Game Boy Advance). Nintendo. 9 février 2004.

### Ressources bibliographiques
1. 1 2 3 4 5  Christophe Mallet  2016, Un Développement apaisé, p. 211-212.
2. 1 2 3 4  Christophe Mallet  2016, Du jeu vidéo à la bande dessinée, p. 209-210.
3. ↑  Christophe Mallet  2016, Le cygne chante, le phœnix renait, p. 213.
4. 1 2  Christophe Mallet  2016, 2004, Année Metroid, p. 207.
5. ↑  Christophe Mallet  2016, Comme un goût d'Amérique, p. 208-209.
6. ↑  Christophe Mallet  2016, Un Cadeau pour les joueurs, p. 212.
7. ↑  Christophe Mallet  2016, Smaus mise à nu, p. 210-211.
8. 1 2 3  Christophe Mallet  2016, Nintendo se dévergonde, p. 214-215.

### Ressources secondaires
1. 1 2 3 4  (en) CVG Staff, « Metroid: Zero Mission Review », sur Computer and Video Games, 24 avril 2004.
2. 1 2 3 4 5 6 7  (en) NGC Magazine, « Metroid: Zero Mission », NGC Magazine, no 92,‎ avril 2004, p. 62-63.
3. 1 2 3 4 5 6 7 8 9 10 11  (en) « Metroid: Zero Mission », sur GamesRadar+, 8 avril 2004.
4. 1 2  (en) Syriel, « Metroid: Zero Mission Hands-on », sur Computer and Video Games, 24 janvier 2004.
5. 1 2 3 4 5 6 7 8 9 10 11 12 13  Dirk (Sébastien Bigay), « Zoom : Metroid: Zero Mission (import US) », Joypad, no 139,‎ mars 2004, p. 76.
6. 1 2 3 4 5 6 7 8 9 10  (en) « Metroid: Zero Mission », Retro Gamer, no 81,‎ septembre 2010, p. 48-49.
7. 1 2 3  (en) NGC Magazine, « The Woman behind the Mask », NGC Magazine, no 92,‎ avril 2004, p. 64-67.
8. 1 2 3 4 5 6 7 8 9 10 11 12 13  (en) Romendil, « Metroid: Zero Mission », sur Jeuxvideo.com, 8 avril 2004.
9. 1 2 3 4 5 6 7 8 9 10 11 12 13 14 15  (en) Craig Harris, « Metroid: Zero Mission Director Roundtable », sur IGN, 30 janvier 2004.
10. 1 2 3 4  (en) Rob Fahey, « Metroid: Zero Mission Review », sur Eurogamer, 16 avril 2004.
11. 1 2 3 4 5  (en) Greg Kasavin, « Metroid: Zero Mission for Game Boy Advance Review », sur GameSpot, 5 mars 2004.
12. 1 2 3 4 5  (en) Craig Harris, « Metroid: Zero Mission Review  », sur IGN, 6 février 2004.
13. 1 2 3 4  « Metroid: Zero Mission », Consoles +, no 147,‎ avril 2004, p. 90-91.
14. 1 2 3 4 5  Trunks, « Metroid 0 Mission scintille sur GBA », sur Gamekult, 26 mars 2004.
15. 1 2 3 4 5 6 7  (en) Justin Lee, « Metroid Creator Talks Zero Mission », sur GameSpy, 2 février 2004.
16. 1 2 3 4 5 6 7  (en) Benjamin Turner, « Metroid: Zero Mission Review », sur GameSpy, 6 février 2004.
17. 1 2 3  Frédéric Luu, « Une GBA SP aux couleurs de Samus », sur Gamekult, 31 mai 2004.
18. ↑  Puyo, « Des bonus pour Metroid : Zero Mission », sur Gamekult, 26 janvier 2004.
19. ↑  (en) Benjamin Turner, « GameSpy: Metroid: Zero Mission Review », sur GameSpy, 6 février 2004.
20. ↑  (en) Craig Harris, « E3 2003: First Screens: Metroid: Zero Mission », sur IGN, 13 mai 2003.
21. 1 2  (en) « Nintendo on Metroid Zero Mission! », sur Computer and Video Games, 10 mars 2004.
22. ↑  La rédaction, « Interview : Yoshio Sakamoto », sur Gamekult, 5 mars 2004.
23. 1 2 3 4 5  (ja) « Metroid: Zero Mission », sur Nintendo Online Magazine, juin 2004.
24. 1 2 3  (en) Kat Bailey, « How Nintendo Embraced Speedrunning with Metroid: Zero Mission », sur USgamer, 14 janvier 2016.
25. ↑  (en) Craig Harris, « Samus Gets a Date », sur IGN, 12 novembre 2003.
26. ↑  La rédaction, « Planning des sorties Nintendo », sur Gamekult, 16 février 2004.
27. ↑  Frédéric Luu, « Metroid : Zero Mission », sur Gamekult.
28. ↑  (en) Danny Bivens, « Metroid: Zero Mission, Free Wii U Games, Pokémon Art Academy, More Hit the eShop in Japan - Feature », sur Nintendo World Report, 19 juin 2014.
29. ↑  Steeve Mambrucchi, « Wii U : Metroid Zero Mission cette semaine », sur Gamekult, 10 mars 2015.
30. ↑  (en) Alex Osborn, « Metroid: Zero Mission Coming to Wii U Virtual Console Tomorrow », sur IGN, 13 janvier 2016.
31. 1 2  (en) Andy McNamara, « Metroid: Samus Returns Review », sur Game Informer, février 2004.
32. 1 2 3 4 5 6 7  (en) Stardingo, « Review: Metroid: Zero Mission », sur GamePro, 6 février 2004.
33. 1 2  (en) GamesTM, « Metroid: Zero Mission », GamesTM, no 17,‎ mars 2004, p. 104-105.
34. ↑  Plume (Gianni Molinaro), « Test : Metroid Zero Mission », Joypad, no 141,‎ mai 2004, p. 106.
35. 1 2  (en) Matthew D. Sarrel, « Metroid: Zero Mission », sur PCMag, 5 octobre 2004.
36. 1 2  (en) « Metroid: Zero Mission », sur Metacritic.
37. ↑  (en) GamesTM, « The Legend of Zelda: A Link to the Past », GamesTM, no 2,‎ janvier 2003, p. 124-125.
38. ↑  (en) « Metroid: Zero Mission », sur GameRankings.
39. ↑  (en) Laurie Blake, « Review: Metroid: Zero Mission (Wii U eShop / GBA) », sur NintendoLife, 13 mars 2015.
40. ↑  (en) Kevin Knezevic, « E3 2017: Metroid's Producer Talks MercurySteam's Contributions To Samus Returns », sur GameSpot, 15 juin 2017.
41. ↑  (en) Andrew Webster, « Samus Returns is a confident throwback to Metroid’s roots », sur The Verge, 14 juin 2017.
42. ↑  (en) Andrew Wilson, « Golden Joystick Awards Announces 2004 Winners », sur Gamasutra, 5 novembre 2004.
43. ↑  (en) GamesTM, « Essentials: GBA », GamesTM, no 50,‎ novembre 2006, p. 157.
44. ↑  William Audureau, « Jeux vidéo : quel est le classement des meilleurs « Metroid » ? », Pixel - Le Monde.fr, 13 septembre 2017.
45. ↑  « Chronique vidéo Chronique : Top 10 des meilleurs jeux Game Boy Advance », sur Jeuxvideo.com, 4 avril 2018.